# Máximo Santos
Máximo Santos (Pando, 15 de abril de 1847 — Buenos Aires, 19 de maio de 1889), foi um militar e político uruguaio, que serviu como Presidente do Uruguai em duas ocasiões: a primeira como Presidente Constitucional (1882-1886), e a segunda vez como Presidente Interino (maio até novembro de 1886).
Era membro do Partido Colorado, e tinha sido Ministro da Guerra do Presidente Francisco Antonino Vidal. Foi eleito Presidente para terminar o mandato após a renúncia de Vidal, que tinha problemas de saúde, mas acabou sendo eleito para um período de quatro anos. Após terminar o mandato, foi sucedido por Máximo Tajes.